# Palazzo del Vicario (Castel Goffredo)
Il Palazzo del Vicario era un edificio storico di Castel Goffredo, situato in piazza Mazzini.

## Storia e descrizione
Deve il suo nome al fatto che vi fossero ubicati gli uffici del vicario dei Gonzaga, che amministrava nel borgo la giustizia civile e criminale per conto dei signori di Mantova. Il vicario risiedeva invece nel vicino Torrazzo.
Il palazzo originario risaliva al XIV secolo ed è affiancato dalla torre merlata di epoca precedente (oggi restaurata); erano entrambi di proprietà del comune (domus Comunis) e sorgevano entro il perimetro di Castelvecchio (Castellum vetus). Il Palazzo del Vicario era comunicante con la torre, nella quale era situata, al piano terra, la camera di tortura. L'edificio fu soggetto a varie aggiunte e modificazioni e passò nel 1480 di proprietà del marchese Ludovico Gonzaga (vescovo di Mantova). Una pergamena datata 12 giugno 1480 informa di un suo intervento, che diede inizio ad opere di miglioramento dell'edificio, grazie anche all'intervento dell'architetto Ermes Flavio de Bonis. Queste opere furono proseguite dal suo successore, il marchese Aloisio Gonzaga. Il palazzo era destinato a diventare la residenza del vescovo, cardinale nei suoi desideri.
Agli inizi del Cinquecento venne probabilmente unito all'altro corpo di fabbrica che inglobava il Torrazzo, tanto da divenire un unico edificio, oggi rappresentato dal Palazzo Gonzaga-Acerbi.

## Voci correlate

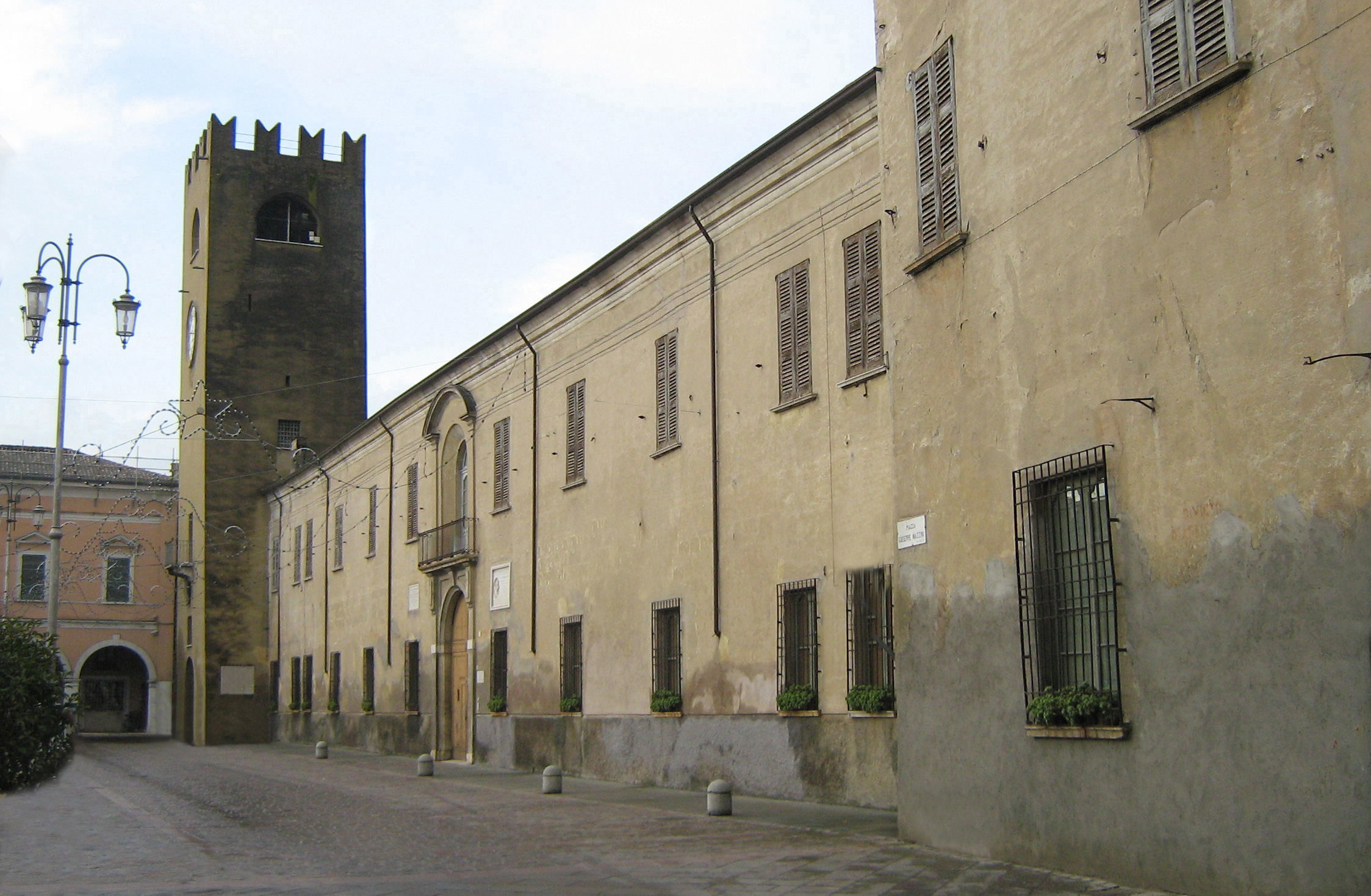
Castel Goffredo, Palazzo Gonzaga-Acerbi